# Asalto al Congreso de Venezuela de 1848
El Asalto al Congreso de Venezuela de 1848, también conocido como el Atentado al Congreso Nacional o el Fusilamiento del Congreso (aunque dicho fusilamiento no tuvo lugar), fue una trifulca ocurrida el 24 de enero de 1848 en la sede del Congreso de Venezuela en Caracas que marca la ruptura definitiva entre los conservadores y liberales, los cuales llevaban casi dos décadas de continuos roces y enfrentamientos.

## Antecedentes
El 7 de diciembre de 1847 se presentó una denuncia sobre infracciones de la leyes cometidas por el ejecutivo y dilapidación de rentas públicas. A comienzos de 1848, en el Congreso se discutía enjuiciar al presidente José Tadeo Monagas por hechos violatorios de la constitución. A Monagas se le acusaba de violar los artículos «13, 85, 113, 117, 118 y 121 de la Constitución», de haber ejercido facultades extraordinarias ilegalmente, emplear la fuerza armada sin consentimiento del Consejo de Gobierno y de haber ejercido la administración fuera de la capital. Esto trajo como resultado una fuerte disputa política entre el gobierno de José Tadeo Monagas, del Partido Liberal, y José Antonio Páez, apoyado por el Partido Conservador. Grupos de liberales persuadieron a Monagas para formas milicias para apoyar su gestión.
Hubo intentos de trasladar la sesión del Congreso a Puerto Cabello donde estarían a salvo de cualquier interferencia del ejecutivo, pero dicho traslado no pudo ser aprobado, en parte gracias a las gestiones de Estanislao Rendón.
El 23 de enero el Congreso solicitó al presidente José Tadeo Monagas que armase una milicia para defender el Congreso, pero este se negó, sin embargo hubo 200 voluntarios para forma guardia a las órdenes de Guillermo Smith, sin embargo tras reclamos del ejecutivo esta se redujo a solo 20 hombres.

## Atentado
El 24 de enero de 1848 el ministro de Relaciones Interiores y Justicia, Tomás José Sanabria y Meleán, se trasladó a la sede del Poder Legislativo a rendir el informe anual del Poder Ejecutivo. Estando en el recinto, el vicepresidente de la Cámara de Diputados pidió que permaneciera; en el exterior del Congreso más de mil personas se habían congregado.  Empezó a corre el rumor de que Sanabria había sido detenido, lo que enardece a las turbas liberales que estaban en la calle.
El diputado liberal Jerónimo Pompa repartió divisas amarillas a sus compañeros para colocárselas en la solapa y así diferenciarse de los diputados conservadores. La muchedumbre intentando entrar son repelidos por la guardia, iniciando el enfrentamiento. Es asesinado por las turbas, el sargento Pedro Pablo Azpúrua y el jefe de la guardia del cuerpo legislativo, Guillermo Smith, fue apuñalado. Los diputados liberales escaparon del recinto. El diputado conservador y presidente del Congreso José María Rojas Ramos amenazó al ministro Tomás José Sanabria y Meleán diciéndole: "Si entran los asaltantes el primer muerto es usted". Otro diputado conservador intentó desarmar a Rojas, mientras el miliciano Julián García le disparó al ministro Sanabria, sin embargo, el diputado Lossada golpeó la mano de García, desviando el tiro. A las afueras se aseguraba que Sanabria había sido asesinado, pero los conservadores lo arrastraron a la ventana para demostrar que estaba vivo. Para el momento en que los asaltantes lograron ingresar al Congreso, la mayoría de los diputados habían escapado; los restantes fueron dispersados por la turba.
Mientras intentaba escapar, Santos Michelena resultó herido por una bayoneta, quien murió dos meses después, el 12 de marzo debido a la herida. Los parlamentarios Francisco Argote, José Antonio Salas y Juan García fueron asesinados por las turbas, al igual que los milicianos del Congreso Julián García, Manuel Alemán y el capitán Miguel Riverol. Hubo muchos heridos de gravedad y también resultó muerto el sastre partícipe de la trifulca, Juan Maldonado. José Tadeo Monagas, alertado de los hechos en curso se presentó a caballo acompañado por el general Santiago Mariño y sus fuerzas para restablecer el orden, al llegar Monagas fue aclamado por la multitud.

## Consecuencias
José Tadeo Monagas consideró el suceso como un hecho derivado de la "defensa que hizo el pueblo de la Constitución y las instituciones". Por otro lado, Juan Vicente González responsabilizó a Monagas por el suceso. Después de los hechos, el parlamento tardó años en recuperar su autonomía; el poder legislativo y el judicial perdieron su independencia y se sometieron a la voluntad del presidente de la república.
Por sugerencia del vicepresidente Diego Bautista Urbaneja, José Tadeo Monagas busca y reúne nuevamente a los miembros del Congreso el 25 de enero, varios se negaron como Fermín Toro quien ante el requerimiento declaró: "Díganle ustedes al general Monagas que mi cadáver lo llevarán, pero que Fermín Toro no se prostituye…". El nuevo Congreso dócil al poder ejecutivo le otorga facultades extraordinarias al presidente y desde entonces sirvió de instrumento complaciente al personalismo entronizados en el poder. Hasta ese día el Congreso Nacional tenía mayoría de representantes del partido conservador, de los cuales muchos de ellos, por miedo pidieron asilo a delegaciones extranjeras o partieron con rumbo a Curazao.
José Antonio Páez y la oligarquía conservadora fueron desplazados del poder, que pasó a manos de Monagas y los liberales, y tomaron el camino de las armas tratando de recuperar el poder. Páez se alzó contra Monagas pocos días después del 24 de enero; pero fue derrotado en los llanos y tuvo que refugiarse en Nueva Granada. A mediados de 1849 desembarcó al frente de una expedición por La Vela de Coro. Fue derrotado de nuevo por las tropas del gobierno, al mando de José Laurencio Silva, quien le ofreció una capitulación, pero Monagas se negó a reconocer los términos de la capitulación ofrecida por Silva, y en consecuencia Páez estuvo preso en Valencia, Caracas y Cumaná, de donde salió para el destierro hasta 1861.
José Tadeo Monagas por Ley de 14 de marzo de 1849 declara el 24 de enero junto con el 5 de julio, «grandes días de la independencia y de la libertad de los venezolanos». Después de la Revolución de Marzo de 1858 el presidente Julián Castro Contreras lo suprimió «entre los grandes días», por decreto del 19 de junio de 1858.